# لشك أبيض ماص للقرش
لشك أبيض ماص للقرش (الاسم العلمي: Echeneis neucratoides) (بالإنجليزية: whitefin sharksucker)‏ هو نوع من الأسماك يتبع جنس اللشك من الفصيلة اللشكية.